# René Brô
René Brô, né à Charenton-le-Pont le 21 novembre 1930 et mort à Paris le 6 décembre 1986, est un artiste français.

## Biographie
René Brô naît à Charenton près de Paris. Après avoir terminé sa scolarité en 1944, à l'âge de quatorze ans, il commence à étudier l'art dans différentes écoles d'art. Parallèlement, il travaille comme artiste commercial. À la fin des années 1940, il visite fréquemment le Musée de l'Homme et le Louvre. Il est particulièrement attiré par l'art premier et par l'art de l'Égypte antique. Les œuvres de René Brô de cette période - poteries, dessins et peintures - sont proches des œuvres de Paul Klee ou de celles que Jean Dubuffet qualifié d'art brut.
En 1949, René Brô expose pour la première fois lors d'une exposition commune à Paris. Il se rend ensuite en Italie en auto-stop. Au cours de ce voyage, il fait la connaissance du peintre autrichien Hundertwasser, de deux ans son aîné, qui est lui aussi en déplacement ; ils deviennent des amis pour la vie. Peu après leur retour en France en 1950, ils s'attaquent ensemble à la peinture murale sur les murs d'un pavillon de la famille Dumage où Hundertwasser a séjourné à Saint-Mandé près de Paris. Bien des années plus tard, lorsque ce bâtiment doit être démoli en 1964, les deux peintures murales sont sauvées de la démolition. L'une d'entre elles, La pêche miraculeuse, se trouve désormais au KunstHausWien, le musée de Hundertwasser à Vienne. L'autre mur, Paradis - Pays des hommes, oiseaux et navires est installé dans une synagogue de Long Island, New York, où il est retiré en 2008.
Ces deux amis se séparent et se marient, René Brô a des enfants, et tous deux s'engagent dans leurs propres projets artistiques, mais ils s'accompagnent l'un l'autre lors de voyages en Afrique du Nord, au  Mexique, en Inde, au Népal et en Polynésie. En 1957 et pendant quelques années après, ils partagent un atelier dans le vieux village français de Courgeron, dans la commune du Pin-au-Haras, en Basse-Normandie, un endroit où René Brô continue à se rendre jusqu'à sa mort.
En 1954, René Brô réalise sa première exposition personnelle à Paris. En 1964, il est invité à représenter la France à la Biennale de Venise. En 1968, il installe un atelier à Venise, où il travaille ensuite pendant une décennie.
Dans les années 1970 et 1980, il expose avec succès dans toute l'Europe et dans le monde entier. En 1984, il passe plusieurs mois à Tahiti, où il expose au Musée Gauguin. Il y retourne deux ans plus tard, puis se retire dans sa maison de campagne du Courgeron normand. Il meurt à Paris à l'âge de 56 ans.